# Guardians of the Galaxy Vol. 3
Guardians of the Galaxy Vol. 3 (bra: Guardiões da Galáxia Vol. 3; prt: Guardiões da Galáxia: Volume 3) é um filme estadunidense de super-herói de 2023 baseado na equipe ficcional de mesmo nome, da Marvel Comics, produzido pela Marvel Studios e distribuído pela Walt Disney Studios Motion Pictures. É a sequência de Guardians of the Galaxy (2014) e Guardians of the Galaxy Vol. 2 (2017), e o trigésimo segundo filme do Universo Cinematográfico Marvel. O filme é escrito e dirigido por James Gunn e estrelado por Chris Pratt, Zoë Saldaña, Dave Bautista, Karen Gillan, Pom Klementieff, Vin Diesel, Bradley Cooper, Sean Gunn, Chukwudi Iwuji, Will Poulter, Elizabeth Debicki, Maria Bakalova e Sylvester Stallone. No filme, os Guardiões embarcam em uma missão para proteger Rocket do Alto Evolucionário.
James Gunn disse em novembro de 2014 que tinha ideias iniciais para um terceiro filme e anunciou seu retorno para escrever e dirigir em abril de 2017. A Disney o demitiu em julho de 2018 após o ressurgimento de postagens controversas no Twitter, mas o estúdio reconsiderou em outubro daquele ano e reintegrou Gunn como diretor. O retorno de Gunn foi revelado publicamente em março de 2019, com a produção retomada depois que Gunn concluiu o trabalho no filme The Suicide Squad (2021) e sua série spin-off, Peacemaker (2022). As filmagens começaram em novembro de 2021 no Trilith Studios, em Atlanta, Geórgia, e duraram até o início maio de 2022.
Guardians of the Galaxy Vol. 3 teve sua première no Disneyland Paris em 22 de abril de 2023, e foi lançado nos Estados Unidos em 5 de maio de 2023. Faz parte da Fase Cinco do UCM. O filme recebeu avaliações positivas e arrecadou cerca de 845,3 milhões de dólares em todo o mundo, tornando-se o segundo filme de maior bilheteria de 2023.

## Enredo
Em seu quartel-general em Luganenhum, os Guardiões da Galáxia são atacados por Adam Warlock, um guerreiro Soberano criado por sua alta sacerdotisa Ayesha. Depois que Adam os domina e fere gravemente Rocket, ele é esfaqueado por Nebula e forçado a fugir. Os Guardiões são incapazes de cuidar dos ferimentos de Rocket devido a um dispositivo letal, feito pela empresa Orgocorp, embutido nele. Eles viajam para a sede da Orgocorp para encontrar o código de substituição.
Enquanto Rocket fica inconsciente, ele relembra seu passado. Quando era um guaxinim bebê, Rocket foi abduzido e testado como cobaia pelo Alto Evolucionário, um cientista que procurou aprimorar todas as formas de vida animal em uma espécie antropomórfica para criar uma Contra-Terra. Ele se torna amigo da lontra Lylla, a morsa Teefs e da coelha Floor. O Alto Evolucionário ficou impressionado com a inteligência de Rocket, mas furioso por exceder a sua. O Alto Evolucionário aperfeiçoou o processo de antropomorfização com o conselho de Rocket, mas ordenou que o cérebro de Rocket fosse extraído e seus amigos incinerados. Rocket liberta Lylla, mas o Alto Evolucionário a mata. Rocket, enfurecido, ataca o Alto Evolucionário e atira em seus guardas, mas Teefs e Floor são mortos no caos. Sozinho, Rocket rouba uma nave espacial e foge.
No presente, a versão alternativa de Gamora, que se juntou aos Ravagers, ajuda os Guardiões a se infiltrarem na Orgocorp, que pertence ao Alto Evolucionário. Eles recuperam o arquivo de Rocket, mas descobrem que o código foi removido. O grupo especula que Theel, um dos conselheiros do Alto Evolucionário, está com ele, então eles partem para a Contra-Terra. Eles são seguidos por Ayesha e Adam, que recebem ordens de seu criador, o Alto Evolucionário, para recuperar Rocket e pegar seu cérebro.
Ao chegar, a equipe é ajudada por residentes a rastrear Theel até a nave do Alto Evolucionário. Drax e Mantis permanecem com Gamora e Rocket enquanto Peter Quill, Groot e Nebulosa vão até a nave do Alto Evolucionário. Nebulosa é forçada a esperar do lado de fora pelos guardas enquanto Quill e Groot embarcam. Drax e Mantis perseguem o grupo de Quill.
O Alto Evolucionário inicia sua destruição e recriação planejada da Contra-Terra, que mata toda a vida no planeta, incluindo Ayesha. Quando sua nave entra em órbita, Quill e Groot saltam com Theel, recuperando o código dele. Gamora chega com sua nave para resgatá-los, enquanto Nebulosa, Mantis e Drax embarcam na nave do Alto Evolucionário para resgatar os agora ausentes Quill e Groot. Enquanto o grupo de Quill tenta acessar o código, Rocket perde o controle e tem uma experiência de quase morte, onde vê Lylla, Teefs e Floor. Lylla diz a ele que sua hora ainda não chegou, pois Quill usa o código para desativar o dispositivo letal e salvar a vida de Rocket.
Nebulosa, Mantis e Drax encontram centenas de crianças humanóides aprisionadas na nave do Alto Evolucionário antes de serem capturados. O grupo de Quill sai para resgatar os três, que são colocados em uma câmara com Abilisks monstruosos. Mantis torna-se amigo dos Abilisks, permitindo que o grupo escape e se reúna com o grupo de Quill, juntos dominando o exército do Alto Evolucionário. Kraglin e Cosmo chegam com Luganenhum, e Cosmo cria um túnel telecinético conectando Luganenhum à nave do Alto Evolucionário para libertar as crianças capturadas. Rocket descobre animais aprisionados na nave antes de ser atacado pelo Alto Evolucionário, mas o resto dos Guardiões ajudam a subjugá-lo, deixando-o morrer em sua nave. Os Guardiões resgatam os animais e os conduzem a bordo de Luganenhum. Quill quase morre tentando fazer a travessia, mas é salvo por Adam, que mudou de ideia após ser salvo por Groot.
Na sequência, Quill deixa os Guardiões, concedendo a capitania a Rocket antes de partir para a Terra para se reunir com seu avô Jason. Mantis embarca em uma jornada de autodescoberta com os Abilisks, Gamora se reúne com os Ravagers e Nebula e Drax permanecem em Luganenhum para criar as crianças resgatadas.
Em uma cena no meio dos créditos, os novos Guardiões, consistindo em Rocket, um Groot gigante, Cosmo, Kraglin, Adam, Phyla (uma das crianças resgatadas) e o animal de estimação de Adam, Blurp, assumem uma nova missão. Em uma cena pós-créditos, Quill se reconecta com seu avô durante o café da manhã.

## Elenco
- Chris Pratt como Peter Quill / Senhor das Estrelas:
O líder meio humano, meio celestial dos Guardiões da Galáxia que foi sequestrado da Terra quando criança e criado por um grupo de ladrões e contrabandistas alienígenas chamados Saqueadores.[7] No filme, Quill está em um "estado de depressão" após o aparecimento de uma versão mais jovem de sua amante morta Gamora, que não compartilha a mesma afeição por Quill que sua versão mais velha tinha por ele, o que por sua vez afeta sua liderança dos guardiões.[8]
- Zoe Saldaña como Gamora:
Uma órfã que busca redenção por seus crimes passados, e foi treinada por Thanos para ser sua assassina pessoal.[7] Ela foi morta por Thanos em Avengers: Infinity War (2018), mas voltou como uma versão mais jovem da personagem que viaja para o presente em Avengers: Endgame (2019); Saldaña reprisa a versão jovem neste filme,[9][10] agora servindo como a líder dos Saqueadores.[11] Saldaña afirmou que Vol. 3 seria a última vez que ela interpretaria Gamora, observando que ela originalmente assinou contrato para interpretá-la em um filme e acabou desempenhando o papel por muito mais tempo, um papel que ela agradeceu devido ao impacto que teve especialmente para as mulheres.[12]
- Dave Bautista como Drax, O Destruidor:
Um membro dos Guardiões e um guerreiro altamente qualificado cuja família foi massacrada por Ronan, sob as instruções de Thanos.[7] Bautista afirmou que Vol. 3 seria a última vez que ele interpretaria Drax, tendo ficado grato pelo papel, embora ainda chamasse de "alívio" ter concluído seu tempo com o personagem, dadas as longas horas necessárias para se maquiar e na esperança de buscar mais papéis de drama.[13] Por causa da decisão de Bautista, Gunn optou por não incluir Drax na cena pós-créditos.[14]
- Karen Gillan como Nebulosa:
Uma membro dos Guardiões e uma ex-Vingadora que era órfã de um mundo alienígena, e foi treinada por Thanos para ser sua assassina pessoal.[15] Gillan acreditava que Nebulosa estava se transformando em uma "pessoa ligeiramente diferente" com mais leveza quando ela começou a se curar psicologicamente após a morte de Thanos, que foi a fonte de seu abuso e tormento.[16] Vol. 3 cumpre um arco de personagem para o roteirista e diretor James Gunn imaginado ao começar a trabalhar em Guardians of the Galaxy (2014), passando de uma vilã menor a um membro dos Guardiões.[17]
- Pom Klementieff como Mantis: Uma membro dos Guardiões com poderes empáticos e meia-irmã de Quill.[18]
- Vin Diesel como Groot: Um membro dos Guardiões que é um humanoide em forma de árvore e cúmplice de Rocket.[7]
- Bradley Cooper como Rocket:
Um membro dos Guardiões e um ex-Vingador que é um caçador de recompensas guaxinim geneticamente modificado e um mestre em armas e táticas militares.[7] Gunn disse que o filme conta a história de Rocket, incluindo seu passado e "para onde ele está indo", além de como isso se relaciona com os outros Guardiões e o fim desta iteração da equipe.[19] O filme completa um arco para o personagem que foi estabelecido nos dois primeiros filmes dos Guardiões e continuou em Infinity War e Endgame.[20] Sean Gunn mais uma vez forneceu a captura de movimento para o personagem, ao mesmo tempo em que dublou o jovem Rocket.[21] Cooper também dublou o Rocket adolescente, enquanto Noah Raskin dublou o Rocket bebê.[22]
- Will Poulter como Adam Warlock:
Um poderoso ser artificial criado pelos Soberanos para destruir os Guardiões.[23] Dado que Warlock é recém-nascido do casulo dos Soberanos, ele é "basicamente um bebê" que "não entende muito bem a vida".[24] Poulter acreditava que havia "muita comédia" em alguém que acabava de entrar no mundo pela primeira vez e "tentar desenvolver sua bússola moral", ao mesmo tempo em que tinha "algum pathos genuíno".[8] Gunn pensou que as interações de Warlock com os Guardiões forneciam "uma justaposição interessante" ao que sua jornada tem sido e o descreveu como um super-herói mais tradicional em comparação com os Guardiões, embora não seja necessariamente um herói.[25]
- Sean Gunn como Kraglin Obfonteri: O ex-segundo em comando de Yondu Udonta nos Sagueadores e novo membro dos Guardiões.[26]
- Chukwudi Iwuji como O Alto Evolucionário:
Um cientista especializado em evolução e criador de Rocket que busca aprimorar à força todos os seres vivos em uma "raça especial".[27][28] Iwuji descreveu o personagem como "narcisista, sociopata, mas muito charmoso", acrescentando que havia "algo muito shakespeariano sobre ele, há algo muito emocionalmente sombrio sobre ele, e ele é muito divertido em cima de tudo isso".[29] Em preparação para o papel, Iwuji ouviu o gosto musical de música clássica de seu personagem em contraste com as canções de rock e pop americanas tocadas no filme, permitindo que Iwuji voltasse para suas árias e óperas favoritas, como The Marriage of Figaro (1786) e Don Giovanni (1787), de Wolfgang Amadeus Mozart.[30] Gunn comparou o Alto Evolucionário a "uma versão espacial" do Doutor Moreau de Island of Lost Souls (1932), um filme do qual Gunn é um grande fã, chamando-o de "um personagem detestável".[8] Quando perguntado por Rachel Lindsay, do Extra, sobre o personagem, Gunn se referiu ao Alto Evolucionário como o "vilão mais cruel do MCU" até hoje que a franquia já viu devido a como ele impacta negativamente na vida de Rocket e seus amigos cobaias,[31] enquanto Iwuji certificou-se junto com Gunn de evitar dar ao Evolucionário, pelo menos intencionalmente, qualquer simpatia ao contrário de vilões anteriores como Thanos ou Killmonger, concentrando-se sob as ordens de Gunn em comentar a obstinação do personagem, personalidade narcisista e zelosa como as figuras "mais horríveis" na história têm demonstrado ser.[32]
- Linda Cardellini como Lylla: Uma lontra antropomórfica que é associada e amiga de Rocket.[33] Cardellini forneceu a voz e a captura de movimento para Lylla, tendo interpretado Laura Barton anteriormente em produções anteriores do UCM.[34][35]
- Nathan Fillion como Mestre Karja: Um sentinela da Orgocorp.[36][37]
- Sylvester Stallone como Stakar Ogord: Um saqueador de alto escalão.[38]

Reprisando seus respectivos papéis de filmes anteriores dos Guardiões e/ou The Guardians of the Galaxy Holiday Special (2022) estão Elizabeth Debicki como Ayesha, a Alta Sacerdotisa dourada e a líder dos Soberanos, que criou Adam Warlock para destruir os guardiões; Michael Rosenbaum como Martinex, um saqueador de alto escalão; Christopher Fairbanks retorna como o corretor; Stephen Blackehart e Rhett Miller como Steemie e Bzermikitokolok, dois habitantes de Luganenhum; Gregg Henry como Jason Quill, avô de Peter; Karen Abercrombie como vovó Quill; e Michael Rooker  como Yondu Udonta. Maria Bakalova reprisa seu papel de voz e captura de movimento como Cosmo, do Holiday Special, um membro dos Guardiões que é um cão sapiente que desenvolveu habilidades psiônicas após ser enviado ao espaço pela União Soviética. James Gunn mudou o gênero de Cosmo de masculino, como retratado nos quadrinhos, para feminino para o filme, como uma homenagem à inspiração original do personagem, Laika, uma cadela espacial soviética que se tornou um dos primeiros animais no espaço. Cosmo foi interpretado pelo cão ator Slate, depois de também interpretá-lo em The Guardians of the Galaxy Holiday Special (2022), e foi anteriormente retratado pelo cão ator Fred nos dois primeiros filmes dos Guardiões. Tara Strong (que dublou Miss Minutes em Loki) dubla Mainframe, que anteriormente foi dublada por Miley Cyrus em Vol. 2. Jared Gore fornece captura de movimento para Krugarr, um Saqueador que exerce poderes de feitiçaria.
Asim Chaudhry dublou Teefs, a morsa antropomórfica; Mikaela Hoover (que interpretou a assistente da Nova Prime no primeiro filme) dublou Floor a coelha antropomórfica; Daniela Melchior aparece como Ura, a recepcionista da Orgocorp; Miriam Shor e Nico Santos aparecem como Recorder Vim e Recorder Theel respectivamente, os capangas científicos do Alto Evolucionário; Jennifer Holland aparece como Administradora Kwol, uma funcionária de segurança da Orgocorp; Kai Zen aparece como Phyla, uma das crianças alienígenas prisioneiras do Alto Evolucionário; Judy Greer (que interpretou Maggie Lang nos dois primeiros filmes do Homem-Formiga) dubla War Pig, uma criatura intergaláctica que trabalha para o Alto Evolucionário; Reinaldo Faberlle dubla Behemoth, um pássaro ciborgue que também trabalha para o Alto Evolucionário; Dee Bradley Baker dubla Blurp, um F'saki peludo que é o animal de estimação de um Ravager; e Dane DiLiegro aparece como um polvo traficante de drogas na Contra-Terra. As participações especiais no filme incluem Lloyd Kaufman como a voz de Gridlemop, Pete Davidson como a voz de Phlektik, respectivamente, criações do Alto Evolucionário, e o diretor James Gunn como a voz de Lambshank, um experimento do Alto Evolucionário.

## Produção

### Desenvolvimento
Em novembro de 2014, o diretor e roteirista de Guardians of the Galaxy, James Gunn, afirmou que, além de ter a "história básica" para Guardians of the Galaxy Vol. 2 (2017), enquanto trabalhava no primeiro filme, ele também teve ideias para um possível terceiro filme. Apesar disso, em junho de 2015, ele não tinha certeza se estaria envolvido com um terceiro filme dos Guardiões, dizendo que dependeria de como ele se sentiria após fazer Vol. 2. Em abril de 2016, o presidente e produtor do Marvel Studios, Kevin Feige, disse que um terceiro filme foi "certamente" planejado para a franquia como parte do Universo Cinematográfico Marvel (UCM) em "2020 e além". Em março de 2017, Gunn disse que haveria um terceiro filme "com certeza. Estamos tentando descobrir", logo acrescentando que não haviam planos específicos para o filme ainda, mas que a Marvel iria querer fazê-lo "a menos que algo dê errado—o que sempre é possível, nunca se sabe". Ele também reiterou que não havia decidido se dirigiria o filme, e que iria descobrir seu envolvimento e seu próximo projeto "nas próximas semanas". Parte da relutância de Gunn em retornar ao filme veio de não querer trabalhar nele sem Michael Rooker, que interpretou Yondu Udonta nos dois filmes anteriores e morreu em Vol. 2.

No final, meu amor por Rocket, Groot, Gamora, Senhor das Estrelas, Yondu, Mantis, Drax e Nebulosa—e alguns dos outros futuros heróis—vai mais fundo do que vocês podem imaginar, e sinto que eles têm mais aventuras para continuar e coisas para aprender sobre si mesmos e sobre o universo maravilhoso, e às vezes aterrorizante, que todos habitamos.

—James Gunn, roteirista e diretor de Guardians of the Galaxy Vol. 3, sobre sua decisão de voltar para o filme.
Em abril de 2017, Gunn anunciou que voltaria para escrever e dirigir Guardians of the Galaxy Vol. 3. Ele disse que o filme seria ambientado após Avengers: Infinity War (2018) e Avengers: Endgame (2019), e "concluiria a história desta iteração dos Guardiões da Galáxia e ajudaria a catapultar antigos e novos personagens da Marvel para o próximos dez anos e além". Ele também sentiu que os três filmes dos Guardiões iriam "funcionar juntos como um todo", contando uma história, dizendo: "Estou juntando muitas coisas no terceiro filme [dos dois anteriores]. Recebemos muitas respostas sobre muitas coisas diferentes". Gunn também planejou trabalhar com a Marvel no futuro do "Universo Cósmico da Marvel". Ele estava pronto para começar a trabalhar em Vol. 3 logo após concluir seu trabalho como produtor executivo e consultor em Infinity War. Ao voltar para o terceiro filme, Gunn disse: "Eu não teria dito sim se não tivesse uma ideia bastante clara de para onde estávamos indo e o que íamos fazer. Não sou um cara que só vai fazer isso se eu não tiver uma visão para isso".
Depois de incluir originalmente Adam Warlock em seu tratamento de roteiro para Vol. 2, Gunn e Feige notaram a importância do personagem no lado cósmico do UCM e sugeriram que ele faria uma aparição em Vol. 3. Em maio de 2017, após o lançamento de Vol. 2, Gunn disse que criaria o terceiro filme "nos próximos três anos", e confirmou que Pom Klementieff reprisaria seu papel como Mantis. Ele também pretendia que Elizabeth Debicki reprisasse seu papel como Ayesha. Em meados de junho, Gunn completou o primeiro rascunho de seu tratamento de roteiro para o terceiro filme e estava pensando em mudar uma informação do personagem que ele havia colocado no fundo da sequência de fotos no primeiro filme (quando os Guardiões são capturados pela Tropa Nova). Em setembro, Gunn reiterou que Vol. 3 seria lançado "em um pouco menos de três anos", já que o filme tinha sido planejado para lançamento em 1 de maio de 2020. No final de fevereiro de 2018, Gunn planejou se encontrar com Mark Hamill sobre uma possível participação no filme. Em abril, Chris Pratt foi confirmado para reprisar seu papel como Peter Quill / Senhor das Estrelas, e no mês seguinte, Dave Bautista confirmou que iria reprisar seu papel como Drax, o Destruidor. A Marvel recebeu o primeiro rascunho completo do roteiro de Gunn no final de junho, antes do início da pré-produção oficial do filme.

#### Demissão de James Gunn
Em 20 de julho de 2018, a Disney e a Marvel romperam os laços com Gunn. Isso aconteceu depois que comentaristas conservadores começaram a circular tweets antigos que ele fizera sobre tópicos polêmicos como estupro e pedofilia, e pediram sua demissão. O presidente do Walt Disney Studios, Alan F. Horn, declarou: "As atitudes e declarações ofensivas descobertas no feed de James no Twitter são indefensáveis e inconsistentes com os valores de nosso estúdio, e cortamos nosso relacionamento comercial com ele". Embora não tenha feito parte da decisão de demitir Gunn, o CEO da The Walt Disney Company, Bob Iger, apoiou a "decisão unânime" de vários executivos da Marvel e Walt Disney Studios. Em resposta, Gunn disse em uma série de tweets que, quando começou sua carreira, estava "fazendo filmes e contando piadas que eram ultrajantes e tabu", mas sentiu que "se desenvolveu como pessoa, assim como meu trabalho e meu humor". Ele continuou: "Não quero dizer que estou melhor, mas estou muito, muito diferente do que era há alguns anos; hoje tento enraizar meu trabalho no amor e na conexão e menos na raiva. Meus dias dizendo algo só porque é chocante e tentando obter uma reação acabaram". Em uma declaração separada, Gunn disse que os tweets na época foram "esforços totalmente falhos e infelizes de serem provocativos", acrescentando "Eu entendo e aceito as decisões de negócios tomadas hoje. Mesmo depois de tantos anos, assumo total responsabilidade pela maneira como me conduzia naquela época".

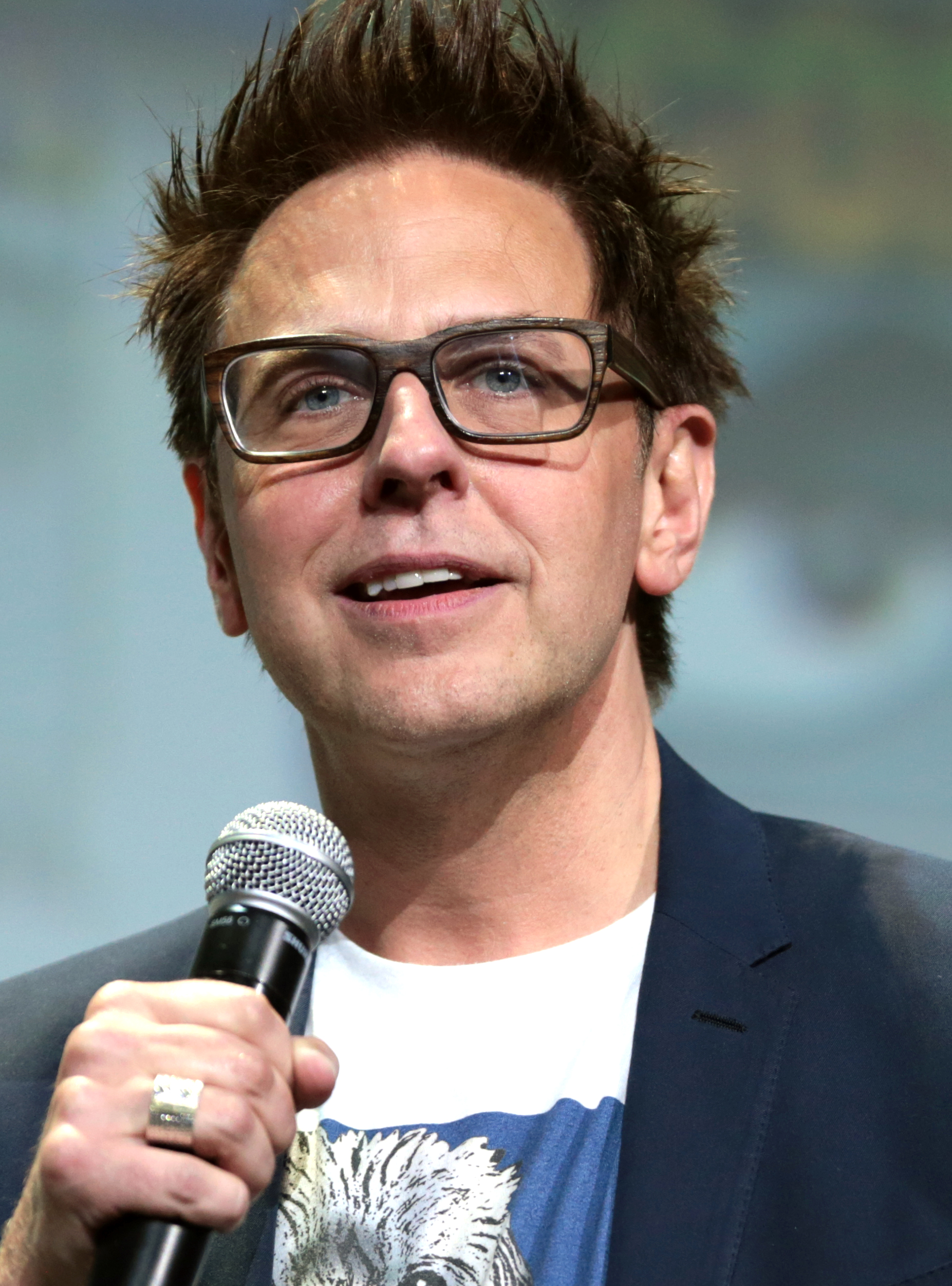
James Gunn, roteirista e diretor de Guardians of the Galaxy Vol. 3

Em resposta a demissão, muitos dos membros do elenco de Guardians tuitaram apoio a Gunn. Rooker decidiu deixar o Twitter, enquanto os fãs assinavam uma petição online pedindo a reintegração de Gunn, que recebeu mais de 300.000 assinaturas. A demissão também gerou reação de outras personalidades de Hollywood, como a atriz Selma Blair e o comediante Bobcat Goldthwait, e artigos inspirados sobre a demissão e como isso afetaria Hollywood de Kareem Abdul-Jabbar e de organizações de notícias como The Hollywood Reporter, Variety, Deadline Hollywood, e Forbes. Em 30 de julho, o elenco dos filmes Guardians of the Galaxy, incluindo Pratt, Zoë Saldaña, Bautista, Bradley Cooper, Vin Diesel, Sean Gunn, Klementieff, Rooker e Karen Gillan, emitiu uma declaração em apoio a James Gunn, dizendo: "Apoiamos totalmente James Gunn. Todos nós ficamos chocados com sua demissão abrupta na semana passada e esperamos intencionalmente esses dez dias para responder a fim de pensar, orar, ouvir e discutir. Naquela época, fomos encorajados pela manifestação de apoio de fãs e membros da mídia que desejam ver James reintegrado como diretor de Volume 3, bem como desencorajados por aqueles que são tão facilmente enganados em acreditar nas muitas teorias de conspiração bizarras que o cercam". Apesar disso e do notável "apoio gritante" que Gunn recebeu, a Variety relatou que a Disney não planejava recontratá-lo porque as piadas eram "inaceitáveis na era #MeToo e não estão de acordo com a imagem familiar da Disney". A Variety continuou que, apesar dos rumores de que Gunn seria substituído por diretores estabelecidos da Marvel como Jon Favreau, Taika Waititi ou os irmãos Russo, a Marvel ainda não havia se encontrado com nenhum outro diretor e provavelmente contrataria alguém novo. No início de agosto, Bautista disse que cumpriria seu contrato e apareceria no filme, desde que a Marvel optasse por usar o roteiro de Gunn.
A Disney e a Marvel ainda queriam "avançar rapidamente" com o filme, e logo confirmaram que manteriam o roteiro de Gunn. Isso, combinado com o fato de Gunn não ter violado seu contrato desde que os tweets foram escritos anos antes dele assinar para o filme, levou a "negociações complicadas" entre Gunn e a Disney sobre seu acordo de saída. Gunn esperava receber de 7 a 10 milhões de dólares ou mais, e havia alguma esperança de que as negociações pudessem levá-lo a retornar de alguma forma, "mesmo que [fosse] para desenvolver e dirigir outro filme da Marvel". Gunn estaria livre para seguir em frente com novos projetos após o acordo, e outros grandes estúdios estavam interessados em contratá-lo, incluindo a Warner Bros. para sua franquia rival de super-heróis, o Universo Estendido DC (DCEU). Durante esse tempo, os executivos da Marvel Studios começaram "conversas secundárias" com a Disney na tentativa de encontrar um meio-termo que pudesse levar Gunn a voltar ao filme de alguma forma. Este esforço de "última hora" da Marvel foi motivado pelas declarações do elenco do filme. Em meados de agosto, Gunn se encontrou com Horn após uma forte pressão da agência de talentos de Gunn para que ele tivesse uma segunda chance. Apesar disso e da alegada natureza "civil e profissional" da reunião, Horn apenas tomou isso como cortesia e usou-a para reafirmar a decisão da Disney de demitir Gunn.
Mais tarde, em agosto, a pequena equipe que estava se preparando para a pré-produção foi dispensada, pois a produção do filme foi adiada para que a Marvel e a Disney pudessem encontrar um diretor para substituir Gunn. A pré-produção deveria ter começado no final de 2018, com a fotografia principal marcada para janeiro ou fevereiro de 2019. Naquela época, Bautista não tinha certeza se voltaria para o filme, pois não sabia se "gostaria de trabalhar para a Disney" dada a forma como eles lidaram com a demissão de Gunn. No final de setembro, o irmão de James Gunn, Sean, que interpreta Kraglin e forneceu a captura de movimento para Rocket nos filmes anteriores dos Guardians, reiterou que a Disney ainda pretendia fazer o filme com o roteiro de James, mas não revelou ao elenco quando a produção poderia continuar. Sean acrescentou que estava se preparando para reprisar seus papéis no terceiro filme antes da demissão de seu irmão. No final do mês, Cooper foi questionado se ele consideraria dirigir Vol. 3 após o sucesso de sua estreia na direção em A Star Is Born (2018), mas disse que "nunca poderia imaginar" dirigir um filme que não escreveu. Em meados de outubro, James Gunn havia concluído seu acordo de saída com a Disney e estava pronto para escrever e potencialmente dirigir The Suicide Squad (2021) para a Warner Bros.

#### Recontratando Gunn
No dia seguinte em que Gunn ingressou em The Suicide Squad, em meados de outubro de 2018, ele foi notificado em particular por Horn que poderia retornar como diretor de Vol. 3. Isso aconteceu depois de novas reuniões entre os estúdios e Gunn. Horn mudou de ideia depois de ficar impressionado com a resposta de Gunn à situação. Gunn discutiu seus compromissos em The Suicide Squad com Feige, e a produção de Vol. 3 foi colocada em espera até fevereiro de 2021 para permitir que Gunn concluísse The Suicide Squad primeiro. Em dezembro, depois de trabalhar com o Marvel Studios no roteiro de Ant-Man (2015), Adam McKay disse que estava disposto a trabalhar com o estúdio novamente e afirmou que havia discutido com Feige sobre assumir a direção de Vol. 3, entre outros projetos. No início de 2019, Feige e Pratt reiteraram que a Marvel ainda faria Vol. 3 e, em março de 2019, foi revelado publicamente que Gunn havia sido recontratado como diretor do filme. O Deadline Hollywood afirmou que o Marvel Studios "nunca se encontrou ou considerou qualquer outro diretor" para o filme. No final de abril, as cinco estrelas principais da franquia—Pratt, Saldana, Bautista, Cooper e Diesel—deveriam retornar para a sequência, com as filmagens começando em 2020.
Discutindo sobre sua demissão e recontratação em maio de 2019, Gunn disse que de todos os elementos do filme que ele ficou triste em deixar quando foi demitido, o mais significativo para ele foi o personagem Rocket. Gunn se identifica pessoalmente com Rocket, descrevendo a si mesmo e ao personagem como "o mesmo". Na verdade, ele passou a amar o personagem desde que trabalhou no primeiro filme devido ao sentimento de que uma história de origem para Rocket poderia justificar como um "personagem pateta" parecido com o Pernalonga poderia existir no UCM se fosse o mais triste do universo, creditando-o como a "semente" da trilogia. Enquanto Vol. 3 revela efetivamente a história de fundo de Rocket por meio de flashbacks semelhantes aos da estrutura da história de The Godfather Part II (1974), Gunn inicialmente considerou contar as origens de Rocket em um filme de equipe entre ele e Groot sem os outros Guardiões, mas no final sentiu que ele teve que concluir a história de Peter Quill primeiro e depois focar em Rocket em um terceiro filme centrado nos Guardiões. Naquele mês, Gillan confirmou que estava voltando para a sequência e expressou entusiasmo pelo retorno de Gunn à franquia. Em junho, Saldana foi questionada sobre seu papel no filme depois que sua personagem, Gamora, foi morta em Infinity War, e ela voltou para interpretar uma versão mais jovem em Endgame que viaja no tempo até o presente. Saldana disse que o destino de Gamora dependeria dos planos que a Marvel e Gunn têm para Vol. 3, mas que ela gostaria de ver Gamora se juntar aos Guardiões e também ser retratada como "a mulher mais letal da galáxia", como ela foi referida anteriormente. Gunn foi questionado em outubro se ele estava insatisfeito com a decisão da Marvel de matar Gamora em Infinity War e disse que não, acrescentando que havia discutido a história com o estúdio antes. De acordo com os roteiristas de Infinity War e Endgame, Christopher Markus e Stephen McFeely, Gamora foi trazida de volta em Endgame especificamente para que Gunn pudesse usá-la em Vol. 3, então Gunn não encontrou complicações ao escrever o arco de seu personagem em Vol 3. devido a ter sido avisado com antecedência. Em dezembro, Gunn foi questionado se Yondu voltaria no filme e disse que enquanto ele estivesse envolvido com os Guardiões, ele não ressuscitaria o personagem. Gunn acha que o risco da morte de um personagem é importante e disse que os personagens que morrem em seus filmes provavelmente permanecerão mortos. Gunn disse em fevereiro de 2020 que trazer Yondu de volta à vida "anularia o sacrifício de Yondu" em Vol. 2, e disse que o personagem não voltaria a menos que fosse para uma prequela ou flashback; Gunn disse mais tarde que Yondu não seria ressuscitado no filme para não diminuir o significado de sua morte. Em abril de 2020, Gunn disse que a pandemia de COVID-19 não afetaria os planos de produção do filme naquela época, dizendo que no mês seguinte o filme seria lançado "um pouco depois de 2021".
Em agosto de 2020, Gunn apresentou um novo rascunho do roteiro do filme e começou a escrever uma série de televisão spin-off de The Suicide Squad intitulada Peacemaker (2022). Um mês depois, ele planejava começar a trabalhar em Vol. 3 em 2021, após a conclusão do filme e da série. Ele confirmou em novembro que o roteiro de Vol. 3 havia sido concluído, e disse que muito pouco havia mudado de suas ideias iniciais, apesar dos contratempos de produção. Um mês depois, foi dado ao filme uma data de lançamento para 2023, com as filmagens programadas para começarem no final de 2021. Pouco depois, também foi revelado que seria ambientado após The Guardians of the Galaxy Holiday Special (2022).

### Pré-produção
O trabalho de pré-produção criando os designs e visuais para o filme começou em abril de 2021. No início de maio, o Marvel Studios anunciou que o filme seria lançado em 5 de maio de 2023. Mais tarde naquele mês, Gunn disse que Vol. 3 seria ambientado após os eventos de Thor: Love and Thunder (2022), que mostra vários personagens de Guardians. Esse filme conclui o enredo estabelecido em Endgame, que mostra Thor viajar com os Guardiões. Gunn observou que este final foi decidido "na edição" e entrou em conflito com seu roteiro já enviado para Vol. 3, já que ele nunca planejou mostrar Thor no filme. Gunn começou a fazer o storyboard do filme em junho, com as filmagens posteriormente reveladas para começarem em novembro de 2021 em Atlanta, Geórgia, com um final esperado para abril de 2022. Àquela altura, Bautista disse não ter lido o roteiro de Vol. 3 e não tinha certeza se havia mudado durante os atrasos de produção. No mês seguinte, Gillan disse que ela e Klementieff leram o roteiro juntas e ela o achou incrível, brilhante, emocionante e engraçado. Ela também sentiu que foi "o trabalho mais forte de Gunn até agora" com os personagens dos Guardiões. Gunn disse que o roteiro "basicamente permaneceu o mesmo" de três anos antes, mas ele vinha "brincando com ele de pequenas maneiras" ao longo dos anos. Ele estava no meio de outro rascunho no final do mês e disse que o filme seria emocionante e teria uma história "mais pesada", com uma abordagem mais fundamentada que foi inspirada em The Suicide Squad e Peacemaker. Uma opção inicial que Gunn tinha em mente para o personagem que se tornaria o principal vilão do filme e seria revelado como aquele que criou Rocket era o vilão do Quarteto Fantástico, Aniquilador, mas Gunn acabou optando por preencher esse papel com o Alto Evolucionário. Gunn originalmente escreveu uma aparição para Kumail Nanjiani, amigo de Gunn, mas removeu a ideia depois de saber que Nanjiani foi escalado como Kingo em Eternals (2021).
No final de agosto, Gunn e o Marvel Studios começaram a se reunir com atores para o papel de Adam Warlock, incluindo Will Poulter. George MacKay também estava na lista e Regé-Jean Page foi considerado para o papel. Poulter fez o teste para o papel pelo Zoom antes de um teste de tela pessoal com Gunn em Atlanta. Quando fez o primeiro teste para Warlock, Poulter não sabia qual era o nome de seu personagem, exceto que ele havia sido mostrado na cena pós-créditos de Vol. 2, mas a Marvel apenas descreveu o papel para ele como "um personagem sem título" até que Poulter foi "alimentado" com mais informações repetidamente até descobrir o quão imerso Adam Warlock está no material de origem. Em setembro, Gillan reiterou seus comentários positivos sobre o roteiro e disse que o filme exploraria os personagens dos filmes anteriores em um nível mais profundo, enquanto Seth Green, que dublou Howard, o Pato no UCM, disse que o filme seria sobre a história de Gamora e Nebulosa. Ele não sabia na época se Howard iria aparecer, depois de aparecer nos filmes anteriores dos Guardiões. Poulter foi escalado como Adam Warlock em outubro, e Gunn disse que "dezenas de papéis" já foram escalados. Poulter foi escolhido para o papel por causa de suas habilidades dramáticas e cômicas e porque Gunn "queria alguém que fosse jovem" e se encaixasse nos planos futuros da Marvel Studios para o personagem. O processo de escalação também ocorreu para vários papéis de figurantes, incluindo alienígenas e guardas de segurança. Pratt começou os ensaios e testes de câmera no final daquele mês, e uma reunião de produção foi realizada no início de novembro, pouco antes do início das filmagens. Gunn também reiterou seus comentários sobre não ressuscitar Yondu no filme.

### Filmagens
As filmagens começaram em 8 de novembro de 2021, em Atlanta, Geórgia, sob o título provisório Hot Christmas. Henry Braham é o diretor de fotografia, depois de ser também em Vol. 2 e em The Guardians of the Galaxy Holiday Special. As filmagens estavam programadas para começarem em janeiro ou fevereiro de 2019, antes da demissão de Gunn, e então em fevereiro de 2021, antes de Gunn começar a trabalhar em Peacemaker. Com o início das filmagens, Sylvester Stallone revelou que retornaria como Stakar Ogord de Vol. 2, e Gunn postou uma foto dos principais membros do elenco revelando que Chukwudi Iwuji estaria no filme após sua colaboração com Gunn em Peacemaker. O teste de Iwuji para o filme foi filmado no set de Peacemaker com a equipe da série, e a Marvel retribuiu esse favor deixando Gunn usar o set e a equipe de Vol. 3 para filmar a aparição de Ezra Miller como Barry Allen / The Flash no final da temporada de Peacemaker.
A designer de produção, Beth Mickle, disse que Gunn escolheu usar efeitos práticos para Vol. 3 depois de fazerem isso com seu trabalho em The Suicide Squad. Em fevereiro de 2021, Gunn afirmou que o filme seria rodado usando a tecnologia de produção virtual StageCraft da Industrial Light & Magic, desenvolvida para a série do Disney+, The Mandalorian, mas em outubro, ele disse que não seria capaz de usar a tecnologia porque os sets eram muito grandes, acreditando que eram maiores do que os sets usados em The Suicide Squad. O interior da nova nave dos Guardiões, a Bowie, era um set de quatro andares. Judianna Makovsky é a figurinista. The Guardians of the Galaxy Holiday Special foi filmado ao mesmo tempo que Vol. 3, de fevereiro até o final de abril de 2022, com o mesmo elenco principal e mesmo set. Gunn gostou de poder mudar para filmar o especial depois de fazer cenas para o Vol. 3, dada a diferença tonal entre os dois com Vol. 3 sendo mais "emocional", sentindo que ajudou a fornecer um "alívio" para os atores também, e disse que as filmagens do Holiday Special foram mais fáceis do que as do Vol. 3. Em fevereiro de 2022, foi revelado que Callie Brand apareceria no filme como uma alienígena. As filmagens ocorreram em Londres, Inglaterra, no final de 2021. Vol. 3 é o primeiro filme do UCM a apresentar um palavrão sem censura; é falado por Quill. O diálogo não foi roteirizado, mas improvisado por Pratt por sugestão de Gunn, embora houvesse uma consideração sobre dar a fala para Groot em vez disso. Gunn mencionou que o filme coreano The Villainess (2017) inspirou uma das cenas de luta em Vol. 3. As filmagens terminaram em 6 de maio de 2022.

### Pós-produção
No início de junho de 2022, foi revelado que Daniela Melchior teria um pequeno papel no filme, depois de estrelar anteriormente em The Suicide Squad. Elizabeth Debicki também foi confirmada para reprisar seu papel como Ayesha, enquanto Maria Bakalova e Nico Santos também foram revelados para aparecer no filme. Em julho, Iwuji e Bakalova foram revelados como o Alto Evolucionário e Cosmo, o Cão Espacial, respectivamente. Cosmo foi retratado fisicamente pelo cão ator Fred nos dois primeiros filmes dos Guardiões, e Slate em Holiday Special e Vol. 3. No mês seguinte, Michael Rosenbaum revelou que havia reprisado seu papel como Martinex no filme. Em outubro de 2022, foi revelado que Bakalova interpretaria Cosmo no Holiday Special antes de seu papel em Vol. 3. Em fevereiro de 2023, Asim Chaudhry revelou que apareceria no filme em um papel não revelado. Em abril de 2023, foi revelado que Linda Cardellini estava dando voz a Lylla; ela já apareceu em vários projetos do MCU como Laura Barton e estrelou como Velma Dinkley nos filmes escritos por Gunn, Scooby-Doo (2002) e Scooby-Doo: Monsters Unleashed (2004). Ocorreram dois dias de refilmagens. No final de abril, Tara Strong revelou que foi escalada para um papel não revelado. Mais tarde, foi revelado que Strong foi escalada como Mainframe, substituindo Miley Cyrus, de Vol. 2, devido à indisponibilidade de Cyrus.
Os efeitos visuais foram fornecidos pela Framestore, Weta FX, Sony Pictures ImageWorks, Industrial Light & Magic, Rodeo FX, Rise FX, Crafty Apes, BUF, Lola VFX, Perception e Compuhire. Stephane Ceretti retorna do primeiro filme como supervisor de efeitos visuais, enquanto Fred Raskin retorna dos dois primeiros filmes como editor, ao lado de Greg D'Auria, que retorna de Holiday Special.

## Trilha sonora
Em abril de 2017, Gunn sentiu que as músicas para o filme seriam diferentes das usadas para as trilhas sonoras dos dois primeiros filmes, Awesome Mix Vol. 1 e Vol. 2. No mês seguinte, ele acrescentou que estava "em pânico" com a trilha sonora e teve que fazer algumas "escolhas bem específicas" rapidamente devido à maior variedade de músicas disponíveis para a história. No início de julho de 2017, Gunn reduziu suas opções de músicas em potencial para 181, mas observou que essa lista poderia crescer novamente. Todas as músicas do filme foram selecionadas até o mês seguinte; as músicas não são modernas e vêm do Zune de Quill que ele recebeu no final do Vol. 2, embora Gunn tenha acrescentado que a trilha sonora não se limitava às canções pop dos anos 70 em comparação com os dois primeiros filmes, em vez disso, abrange várias décadas. Gunn não conseguiu usar a música "Russian Roulette", de The Lords of the New Church, em Vol. 3 devido a uma batalha legal sobre sua propriedade. O filme abre com uma versão acústica de "Creep" do Radiohead, que forneceu "um tom muito diferente desde o início dos outros dois filmes". O filme termina com "Dog Days Are Over" de Florence and the Machine, já que Gunn é fã desse álbum; ele pensou em incluir a música para encerrar a trilogia desde que começou a escrever Vol. 2.
A lista de faixas do Awesome Mix Vol. 3 foi revelado em abril de 2023, e foi disponibilizado no Spotify e Apple Music em 3 de abril como parte de uma grande lista de reprodução chamada Guardians of the Galaxy: The Official Mixtape, que também apresentava músicas dos dois filmes anteriores. Awesome Mix Vol. 3 será lançado em CD e download digital em 3 de maio de 2023, em vinil de 12" com 2 LPs em 5 de maio, e em cassete em 7 de julho.

Em outubro de 2021, Gunn revelou que John Murphy estava compondo a trilha sonora do filme e já havia gravado músicas para serem tocadas no set durante as filmagens. Murphy substitui Tyler Bates, que compôs a trilha sonora dos dois primeiros filmes; Murphy também substituiu Bates como compositor de The Suicide Squad, depois que Bates deixou o filme durante a produção. A trilha sonora original de Murphy para o filme foi lançada digitalmente em 3 de maio de 2023.
| Guardians of the Galaxy Vol. 3: Awesome Mix Vol. 3 (Original Motion Picture Soundtrack) |                                               |                          |         |  |
| N.º                                                                                     | Título                                        | Artista(s)               | Duração |  |
| 1.                                                                                      | "Creep" (acoustic)                            | Radiohead                | 4:19    |  |
| 2.                                                                                      | "Crazy on You"                                | Heart                    | 4:53    |  |
| 3.                                                                                      | "Since You Been Gone"                         | Rainbow                  | 3:17    |  |
| 4.                                                                                      | "In the Meantime"                             | Spacehog                 | 5:00    |  |
| 5.                                                                                      | "Reasons"                                     | Earth, Wind & Fire       | 4:59    |  |
| 6.                                                                                      | "Do You Realize??"                            | The Flaming Lips         | 3:33    |  |
| 7.                                                                                      | "We Care a Lot"                               | Faith No More            | 4:04    |  |
| 8.                                                                                      | "Koinu no Carnival" (From "Minute Waltz")     | EHAMIC                   | 3:10    |  |
| 9.                                                                                      | "I'm Always Chasing Rainbows"                 | Alice Cooper             | 2:08    |  |
| 10.                                                                                     | "San Francisco"                               | The Mowgli's             | 2:53    |  |
| 11.                                                                                     | "Poor Girl"                                   | X                        | 2:54    |  |
| 12.                                                                                     | "This Is the Day"                             | The The                  | 4:57    |  |
| 13.                                                                                     | "No Sleep till Brooklyn"                      | Beastie Boys             | 4:07    |  |
| 14.                                                                                     | "Dog Days Are Over"                           | Florence and the Machine | 4:12    |  |
| 15.                                                                                     | "Badlands"                                    | Bruce Springsteen        | 4:02    |  |
| 16.                                                                                     | "I Will Dare"                                 | The Replacements         | 3:17    |  |
| 17.                                                                                     | "Come and Get Your Love" (Rerecorded version) | Redbone                  | 3:28    |  |

## Marketing
O filme foi discutido durante o painel da Marvel Studios na San Diego Comic-Con 2022, onde as primeiras imagens foram reveladas. Iwuji também foi anunciado como o Alto Evolucionário, aparecendo no painel fantasiado. Gunn afirmou que o vídeo não foi divulgado publicamente porque os efeitos visuais não estavam completos o suficiente para "visualizações repetidas e inspeção próxima". Um trailer oficial foi lançado em 1º de dezembro de 2022, durante a CCXP. Apresentava a música "In The Meantime" de Spacehog. Drew Taylor, do TheWrap, chamou o trailer de extraordinário, emocionante e emocional, e afirmou que "o tom patenteado e divertido de Gunn de 'Guardiões da Galáxia' está muito no lugar", e notou "uma corrente de extrema melancolia". Carson Burton, da Variety, observou que o trailer mostrava que o filme estaria "se preparando para ser um final emocional", mostrando as memórias de Rocket e o Senhor das Estrelas sentindo falta de Gamora. Jay Peters, do The Verge, disse que o trailer o intrigou como um "passeio selvagem pelas estrelas" com diferentes planetas.
Um segundo trailer do filme foi lançado durante o Super Bowl LVII em 12 de fevereiro de 2023. Tocando "Since You Been Gone" de Rainbow. Grant Hermanns, do Screen Rant, sentiu que o trailer deu "uma visão mais profunda" do filme, particularmente os poderes de Adam Warlock em comparação com sua breve aparição no primeiro. Hermanns também disse que o segundo trailer "vai um passo além ao destacar a história emocional" após o primeiro "definir com eficiência o tom [do filme], apresentando muitas tomadas melancólicas dos [Guardiões da Galáxia] enfrentando a música". O trailer acumulou 134,1 milhões de visualizações no TikTok, Instagram, YouTube, Twitter e Facebook, e foi o trailer do Super Bowl mais assistido no tráfego pós-jogo, de acordo com RelishMix. Também foi a primeira vez desde o início da pandemia de COVID-19 que um trailer do Super Bowl ultrapassou 100 milhões de visualizações nas redes sociais em um período de 24 horas.
Disney e Marvel Music fizeram parceria com o Spotify em maio de 2023, para promover o filme. Como parte da promoção, foi criada uma lista de reprodução intitulada "K-GOTG Radio Experience". A Marvel Studios também promoveu o filme com cereais e lanches de edição limitada da General Mills, incluindo Honey Nut Cheerios, Cookie Crisp, Lucky Charms, Trix, Reese's Puffs, Cinnamon Toast Crunch e Go-Gurt. A Microsoft também fez parceria com a Marvel Studios para promover o filme com uma edição limitada do Zune MP3 player; um único modelo não funcional seria criado usando impressão 3D e lançado dentro da Estação Espacial Internacional.

## Lançamento

### Cinema
Guardians of the Galaxy Vol. 3 realizou sua estreia mundial na Disneyland Paris em 22 de abril de 2023, e estreou na América do Norte no El Capitan Theatre em Hollywood, Califórnia, em 27 de abril. O filme foi lançado em vários países, incluindo o Reino Unido em 3 de maio de 2023, em Portugal e no Brasil em 4 de maio, e nos Estados Unidos em 5 de maio. O filme foi originalmente agendado para lançamento em 1 de maio de 2020, antes de ser retirado dessa data. Faz parte da Fase Cinco do UCM. Foi lançado em 3D, IMAX, Dolby Cinema, 4DX e ScreenX.
A Disney lançou mais de 600 versões exclusivas do filme nos cinemas, incluindo uma versão com proporções variáveis. 45 minutos do filme serão apresentados na proporção plana de 1,85:1, enquanto o restante do filme será apresentado na proporção de 2,39:1 letterbox.

### Home video
Guardians of the Galaxy Vol. 3 foi lançado em download digital pela Walt Disney Studios Home Entertainment em 7 de julho de 2023, em Ultra HD Blu-ray, Blu-ray e DVD em 1º de agosto, e no Disney+ em 2 de agosto. O filme foi o último lançamento em mídia física do Walt Disney Studios Home Entertainment na Austrália, pois eles decidiram descontinuar a venda de seus filmes em mídia física no país.

## Recepção

### Bilheteria
Até 18 de julho de 2023, Guardians of the Galaxy Vol. 3 arrecadou 359 milhões de dólares na América do Norte e 483,6 milhões de dólares em outros territórios, somando um total mundial de 845,3 milhões de dólares.
Nos Estados Unidos e Canadá, Guardians of the Galaxy Vol. 3 está projetado para arrecadar cerca de 110 milhões e dólares em 4.400 cinemas em seu fim de semana de estreia. O filme arrecadou 48,2 milhões de dólares em seu primeiro dia, incluindo 17,5 milhões de dólares nas prévias de quinta à noite. Estreou com 118,4 milhões de dólares, liderando as bilheterias. Em seu segundo fim de semana, Guardians of the Galaxy Vol. 3 manteve o primeiro lugar nas bilheterias com 62 milhões de dólares, uma queda de 48% em relação ao fim de semana de abertura e o melhor segundo fim de semana de qualquer sequência no Universo Cinematográfico da Marvel, e uma queda notavelmente menor no segundo fim de semana do que os lançamentos recentes da franquia, incluindo Ant-Man and the Wasp: Quantumania (70%), Thor: Love and Thunder (68%) e Doctor Strange in the Multiverse of Madness (67%). O filme arrecadou 32 milhões de dólares em seu terceiro final de semana, sendo destronado por Fast X, outro filme estrelado por Vin Diesel.
Fora dos Estados Unidos e Canadá, o filme arrecadou 168,1 milhões de dólares no fim de semana de estreia. Os territórios de maior bilheteria foram China (77,4 milhões de dólares), Reino Unido (36 milhões de dólares), México (30,8 milhões de dólares), Coreia do Sul (26,7 milhões de dólares) e França (24,3 milhões de dólares).

### Crítica
O Rotten Tomatoes relatou um índice de aprovação de 82% com base em 370 avaliações com uma classificação média de 7,2/10. O consenso dos críticos do site diz: "Um abraço de grupo galáctico que pode apertar um pouco demais as cordas do coração, o último Guardians of the Galaxy é um último suspiro amoroso para a família mais desorganizada do UCM". No Metacritic, o filme tem uma pontuação média ponderada de 64 em 100, com base em 63 críticos, indicando "críticas geralmente favoráveis". O público consultado pelo CinemaScore deu ao filme uma nota média de “A” em uma escala de A+ a F. O PostTrak relatou que os espectadores deram ao filme uma pontuação positiva de 94%, com 80% dizendo que definitivamente o recomendariam.
O The Independent descobriu que era "o melhor filme da Marvel em anos", assim como o Vox, e a CBC. Em críticas mistas, Peter Bradshaw, do The Guardian, e Nicholas Barber, da BBC, concordaram que o filme era muito longo, Barber opinou que "a graça salvadora do filme é que, assim como Gunn teve permissão para liberar sua imaginação gonzo, ele também teve permissão para derramar suas emoções". Wendy Ide, do The Observer, elogiou o filme por seu peso emocional e considerou uma conclusão satisfatória, afirmando que "O que eleva o Vol 3 (supostamente o último filme da série GOTG) é a maneira como mantém essa personalidade, acenando para a arrogância irreverente que é um componente crucial dos Guardiões da USP enquanto desfere uma série de socos emocionais devastadores ao longo do caminho". Matt Singer, do ScreenCrush, elogiou o filme por concluir o arco da história de Rocket, afirmando que "um personagem diz a Rocket que os eventos que se desenrolam na tela sempre foram sua história — e com Guardians of the Galaxy Vol. 3, parece que a Marvel gastou 200 milhões de dólares em um filme sobre um guaxinim espacial melancólico em busca de amor e aceitação". Escrevendo para o The Verge, Charles Pulliam-Moore elogiou as sequências de ação e o enredo do filme e comentou que "Guardians of the Galaxy Vol. 3 conta a história cheia de ação e flashback de como a vida de Rocket Raccoon (Bradley Cooper) está gravemente ameaçada, dando ao resto dos Guardiões um motivo para se unirem e realmente começarem a trabalhar em algumas das questões emocionais que os assombram desde Endgame”. O Hindustan Times elogiou a direção e o roteiro de Gunn, comentando que "como James Gunn conclui sua jornada com esses personagens pelos quais ele claramente se preocupa tão profundamente, você não pode deixar de refletir sobre si mesmo. Saindo, eu tive minha própria pequena montagem de flashback passando na minha cabeça de todas as aventuras que estivemos e inimigos que enfrentamos com esse adorável grupo de idiotas salvadores de galáxias”. Nathan Durr, da CBS News, elogiou a trilha sonora do filme e afirmou que "Não há exceção aqui em relação à trilha sonora, já que Gunn e companhia implementam habilmente canções que adicionam peso às complexidades e emoções dos personagens".
Uma crítica negativa da NPR criticou a abordagem da crueldade aos animais no filme, enquanto o The New York Times o chamou de "pesadelo de filme A.S.P.C.A. de duas horas e meia visualmente desagradável (que) pode ser apenas para fãs completistas". O Chicago Tribune chamou de "o filme do UCM mais vazio e brutal até agora". A PETA declarou o terceiro Guardiões como "o melhor filme de direitos dos animais do ano" e deu a Gunn um prêmio Not a Number por sua representação de testes em animais.

### Reconhecimentos
Cynthia Blondelle e Heather Kreamer foram indicadas ao Guild of Music Supervisors Awards de 2023 como Melhor Supervisão Musical em um Trailer – Filme. Guardians of the Galaxy Vol. 3 recebeu indicações para Melhor Aventura de Fantasia, Melhor Trailer de Blockbuster de Verão de 2023 e Melhor Teaser no Golden Trailer Awards de 2023. O filme foi indicado para Melhor Filme no 6º Hollywood Critics Association Midseason Film Awards.

## Futuro
Em abril de 2017, Gunn disse que um quarto filme dos Guardiões poderia acontecer, embora provavelmente se concentrasse em um novo grupo de personagens, já que Gunn planejava concluir a história da equipe dos filmes anteriores em Vol. 3. Em setembro de 2017, Gunn sentiu que dificilmente retornaria para outro filme dos Guardiões, mas disse que continuaria trabalhando com o Marvel Studios em outros projetos que utilizassem os Guardiões e personagens cósmicos. Um desses projetos de Gunn foi um filme focado em Drax e Mantis, que Bautista chamou de "brilhante". No entanto, em maio de 2021, Bautista não tinha ouvido mais nenhuma atualização a respeito, sentindo que o Marvel Studios não estava "muito interessado, ou não se encaixa na forma como eles têm as coisas mapeadas". Em setembro de 2019, Gunn confirmou que pretendia que Vol. 3 fosse seu último filme dos Guardiões, que ele reafirmou em maio de 2021. Em julho de 2021, Gillan expressou seu desejo de continuar interpretando Nebulosa após Vol. 3. Em abril de 2023, Saldaña confirmou que interpretaria Gamora pela última vez em Vol. 3, mas esperava que a Marvel pudesse escalar uma outra atriz na "próxima geração de atores capazes de encarnar esses personagens" porque ela deseja que a personagem permaneça. No mês seguinte, Pratt indicou sua disposição de continuar interpretando Peter Quill no futuro se o roteiro certo aparecesse, e uma nota no final de Vol. 3, após a cena pós-créditos, afirma que o "Lendário Senhor das Estrelas" retornaria ao UCM.